# Fargel (Hamelner Familie)
Die Familie Fargel oder von Fargel in Hameln war ein dort seit Anfang des 16. Jahrhunderts ansässiges Patrizier-Geschlecht.

## Geschichte
Die Familie von Fargel stammt mutmaßlich aus dem bei Langensalza liegenden Ort Groß-Vargula. Das vor mehr als drei Jahrhunderten erworbene reiche Erbgut der Fargels ging zwar im Dreißigjährigen Krieg verloren. Dennoch gehört die Familie bis in die Gegenwart zu den geachtetesten Bürgern der Stadt Hameln.
- Der älteste bekannte Vertreter der Hamelner Familie war der spätere Amtmann, Amtschreiber und Hofrichter Johann von Fargel († Juli 1560).[3]

- Elisabeth Margarete Fargel heiratete in die seit der Mitte des 17. Jahrhunderts in Hannover nachweisbare Familie Brauns ein: Sie heiratete den dort tätigen Kunst- und Handelsgärtner Friedrich Ludwig Brauns, der „im sogenannten Moore“ etwa um 1800 die größte Handelsgärtnerei Hannovers errichtete,[2] die sich im 19. Jahrhundert unter dem Namen Gebrüder Brauns[4] die sich bald zur größten Handelsgärtnerei Norddeutschlands entwickelte.[5]